# Falakó szula
A falakó szula (Papasula abbotti) a madarak (Aves) osztályának a szulaalakúak (Suliformes) rendjébe, ezen belül a szulafélék (Sulidae) családjába tartozó Papasula madárnem egyetlen faja.

## Előfordulása
Kizárólag a Karácsony-szigeten fészkel.

## Megjelenése
Testhossza 79 centiméter, testtömege 1460 gramm.